# رودولف ليبشيتز
ردولف أوتو سيجسموند ليبشيتز (بالألمانية: Rudolf Otto Sigismund Lipschitz)‏ (14 مايو 1832 - 7 أكتوبر 1903) عالم رياضيات ألماني له العديد من المساهمات في التحليل الرياضي (حيث أعطى اسمه إلى حالة استمرارية ليبشيتز)، الهندسة التفاضلية، نظرية الأعداد، الجبر الكلاسيكي وعلوم الميكانيكا.

## السيرة الذاتية
ولد رودولف ليبشيتز في 14 مايو 1832 في كونيغسبرغ، إبنا لأحد ملاك الأراضي تربى مع والده في بونكين التي كانت بالقرب من كونيغسبرغ. التحق بجامعة كونيغسبرغ وهو ما زال في الخامسة عشر من عمره، التحق بعدها بجامعة برلين حيث درس مع يوهان بيتر غوستاف لوجون دركليه. على الرغم من تأخير دراسته بسبب المرض، تخرج ليبشيتز بدرجة الدكتوراه من جامعة هومبولت في برلين.
بعد حصوله على شهادة الدكتوراه، بدأ ليبشيتز بالتدريس في الجيمنازيوم المحلي. في عام 1857، التحق ليبشيتز بهيئة التدريس بجامعة بون وعمل كمختص. في عام 1862، أصبح أستاذا أولا في جامعة فروتسواف لمده عامين متتاليين. في عام 1864، عاد ليبشيتز إلى جامعة بون بصفته أستاذا كاملا، وظل هناك حتى نهاية حياته المهنية، أشرف في تلك الفترة على أطروحه فيليكس كلاين.

### الحياة الشخصية
تزوج ليبشيتز في عام 1857 من إيدا باشا، إبنه إحدى ملاك الأراضي العامل مع والده. توفي ليبشيتز قي 7 أكتوبر 1903 في بون.

## إعادة اكتشاف جبر كليفورد
اعاد ليبسشتز اكتشاف جبر كليفورد في عام 1880، عامين بعد اكتشاف عالم الرياضيات البريطاني ويليام كليفورد (1845-1879) بصورة مستقله تماما ويعتبر أول من استخدمها في دراسة التحولات المتعامدة. مع حلول عام 1950، بدأ الرياضيون بتسمية الأعداد «أعداد كليفورد- ليبشيتز» في إشارة لدور ليبشيتز في اكتشاف المعادلات. مع ذلك اختفى اسم ليبشتيز فجأة من المنشورات التي تشمل جبر كليفورد، على سبيل المثال، قام الفرنسي كلود شيفالي (1909-1984) بإطلاق اسم مجموعة كليفورد على كائن لم يتم ذكره قط في أعمال كليفورد، لكنه ذكر في كتاب ليبشيتز. ساهم بيرتي لونستو (1945-2002) بشكل كبير في التذكير بأهمية دور ليبسشتز.

## المنشورات المختارة
- كتاب التحليل: مجلدان، جامعة بون 1877، 1880.
- العلم والدولة: جامعة بون، 1874.
- التربيعات: جامعة بون، 1886.
- أهمية الميكانيكا النظرية: برلين، 1876.

## وصلات خارجية
- «رودولف ليبشيتز»، أرشيف تاريخ الرياضيات، جامعة سانت أندروز.
- «رودولف ليبشيتز»، مشروع إحصاء علماء الرياضيات.
- نعي رودولف ليبشيتز عام 1903- باللغة الألمانية.